# Héctor Vergara
Héctor Vergara (San Javier de Loncomilla, 15 de diciembre de 1966) es un árbitro de fútbol canadiense. 
Vergara creció en Winnipeg, Manitoba, Canadá. Asistió a John Taylor Collegiate. Obtuvo una Licenciatura en Estudios de Recreación (Administración Deportiva) y una Licenciatura en Psicología Avanzada de la Universidad de Manitoba.
Vergara jugó fútbol de forma competitiva durante 10 años y de forma recreativa durante 30 años. Comenzó a trabajar como árbitro en 1983. En 1993, ofició partidos en la Liga Nacional de Fútbol de Canadá. Como director ejecutivo de la Asociación de Fútbol de Manitoba, Vergara supervisa las ligas, clubes y asociaciones miembros de la MSA, además de los jugadores, entrenadores, voluntarios y árbitros en Manitoba.
Vergara se retiró como árbitro asistente de la FIFA a partir del 12 de noviembre de 2011, un día después de su último nombramiento internacional de la FIFA. Formó parte del equipo canadiense completo junto a Mauricio Navarro (Árbitro), Daniel Belleau (AR2) y David Gantar (4 °) que se hicieron cargo del partido de Clasificación para la Copa Mundial de la FIFA entre Islas Vírgenes de EE. UU. Y Curazao el 11 de noviembre de 2011 en Frederiksted, Islas Vírgenes de los Estados Unidos.
En 2012, la FIFA nombró a Vergara miembro de la Comisión de Árbitros como Miembro de Desarrollo. Fue seleccionado como miembro del Salón de la Fama del Fútbol Canadiense en 2014.